# (1388) Aphrodite
(1388) Aphrodite ist ein Asteroid des Hauptgürtels, der am 24. September 1935 vom belgischen Astronomen Eugène Joseph Delporte in Ukkel entdeckt wurde.
Benannt ist der Asteroid nach der griechischen Göttin Aphrodite.